# Hršćevani
Hršćevani su naselje u općini Podbablje, u Splitsko-dalmatinskoj županiji. 

## Zemljopis
Naselje se nalazi istočno od Druma.

## Stanovništvo
Iskazuje se od 1991. kao samostalno naselje nastalo izdvajanjem dijela područja naselja Zmijavci, općina Zmijavci, gdje su i sadržani podatci od 1857. do 1961., osim u 1869. i 1921. kad su podatci sadržani u naselju Runović, općina Runovići.
| broj stanovnika |       |       |       |       |       |       |       |       |       |       |       | 493   | 566   | 523   | 421   | 392   | 381   |
|                 | 1857. | 1869. | 1880. | 1890. | 1900. | 1910. | 1921. | 1931. | 1948. | 1953. | 1961. | 1971. | 1981. | 1991. | 2001. | 2011. | 2021. |